# Aino Henssen
Aino Marjatta Henssen (née le 12 avril 1925 à Elberfeld et décédée le 29 août 2011 à Marbourg), était une lichénologue et systématicienne allemande. Son père, Gottfried Henssen, était un folkloriste et sa mère était finlandaise.

## Éducation et carrière
Henssen a commencé ses études en biologie à Fribourg-en-Brisgau, en Allemagne, avant de les poursuivre à Marbourg. Elle a obtenu son doctorat en 1953, axé sur la physiologie de la plante aquatique Spirodela polyrhiza. En 1963, elle devient conservatrice de l'université de Marbourg, en Allemagne. À la suite de son habilitation en 1965, elle est nommée en 1970 au poste de professeur agrégé pour les études sur les thallophytes. Elle a pris sa retraite en 1990.

## Contributions
Henssen a fait de nombreuses avancées dans la connaissance taxonomique des cyanolichens et a écrit un manuel sur le sujet. Ce livre a réorganisé la classification taxonomique et a relié les familles de lichens aux clades évolutifs. Elle s'est ensuite concentrée sur les actinomycètes lors de son postdoctorat à l'Institut de bactériologie de Berlin, ce qui a conduit à la découverte de deux nouveaux genres, Pseudonocardia (en) et Thermomonospora. Au total, elle a décrit trois ordres, trois familles, 21 genres et plus de 200 espèces de champignons formant des lichens.
Elle était passionnée par son travail de terrain, qui l'emmenait à travers le monde pour collecter des spécimens ; sa collection privée de spécimens totalisait plus de 40 000 articles. Au fil des années, Henssen a publié de nombreux articles scientifiques sur des sujets liés aux lichens, aux champignons et à la systématique de ces groupes. Henssen a publié 113 ouvrages scientifiques sur les lichens entre 1963 et 2007. Son dernier ouvrage a été publié en 2007, 17 ans après sa retraite. On lui attribue le mérite d'avoir introduit le terme pycnoascocarpe dans une publication de 1963, faisant référence à un type spécifique de corps fructifère caractéristique de la famille des Lichinacées (en).
Henssen a publié deux exsiccatae, à savoir Lichenes cyanophili exsiccati (1969) et Lichenes cyanophili et Mushrooms saxicolae exsiccati (1990).

## Reconnaissance
Henssen a reçu une bourse de l'American Association of University Women. Un Festschrift a été publié en son honneur à l'occasion de son 65e anniversaire en 1990. En 1992, elle a reçu une médaille Acharius (en) pour ses contributions à la lichénologie tout au long de sa vie.

## Éponymie
Plusieurs taxons ont été nommés en l'honneur de Henssen :
- Ainoa (2001)[10]
- Caloplaca hensseniana (1990)
- Diploschistes hensseniae (1985)
- Gyalidea hensseniae (1990)
- Lecanora hesseniae (1986)
- Nephroma hensseniae (1987)
- Parmotrema hesseniae (1990)
- Rhizocarpon hesseniae (1990)
- Rimularia hensseniae (1990)
- Stephanocyclos henssenianus (en) (1983)
- Sticta ainoae (1990)
- Xanthoparmelia hensseniae (2004)[5],[11].

Henssen est l’abréviation botanique standard de Aino Henssen.
Consulter la liste des abréviations d'auteur en botanique ou la liste des plantes assignées à cet auteur par l'IPNI, la liste des champignons assignés par MycoBank, la liste des algues assignées par l'AlgaeBase et la liste des fossiles assignés à cet auteur par l'IFPNI.